# Одесский государственный аграрный университет
Одесский государственный аграрный университет (укр. Одеський державний аграрний університет) — старейшее на Юге Украины государственное сельскохозяйственное высшее учебное заведение IV уровня аккредитации, основанное в 1918 году.
За годы существования в университете подготовлено свыше 45 тысяч специалистов в области сельского хозяйства для Украины, стран СНГ и дальнего зарубежья. Кроме того, здесь прошли переподготовку и повысили квалификацию тысячи специалистов сельского хозяйства, преподавателей техникумов и вузов.

## Общая информация

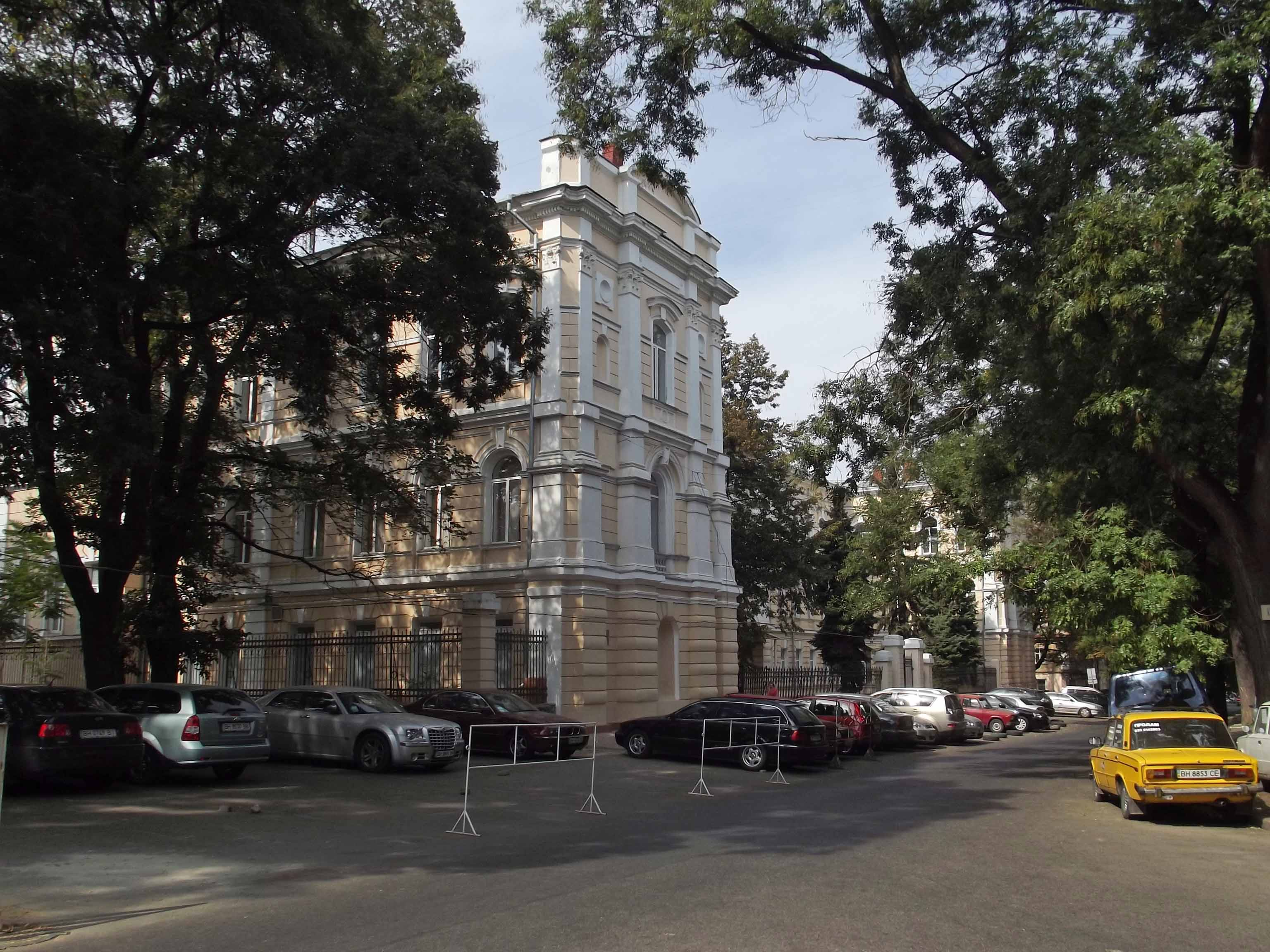
Аграрный Университет в Одессе

С 2001 года называется Одесский государственный аграрный университет. Подчинён Министерству образования и науки Украины. IV уровень государственной аккредитации. Больше 7 тысяч студентов, 21 кафедра, 200 преподавателей (40 — доктора наук, профессора и 100 — кандидаты наук, доценты). Сотрудники университета, помимо преподавательской, ведут опытно-научную работу, выводят новые сорта различных культур.
В соответствии с лицензией Минобразования Украины, на 4 факультетах университета осуществляется подготовка специалистов по 12 специальностям: агрономия; защита растений; землеустройство и кадастр; плодоовощеводство и виноградарство; ветеринарная медицина; зооинженерия; механизация сельского хозяйства; учёт и аудит; менеджмент организаций, общественное здоровье. Кроме того, по договорам организовывается подготовка за таким специализациям, как селекция и семеноводство сельскохозяйственных культур; биологическая защита растений; виноградарство и первичная переработка винограда; звероводство; рыбоводство; пчеловодство; болезни мелких животных; информационное обеспечение управления в АПК.

## История

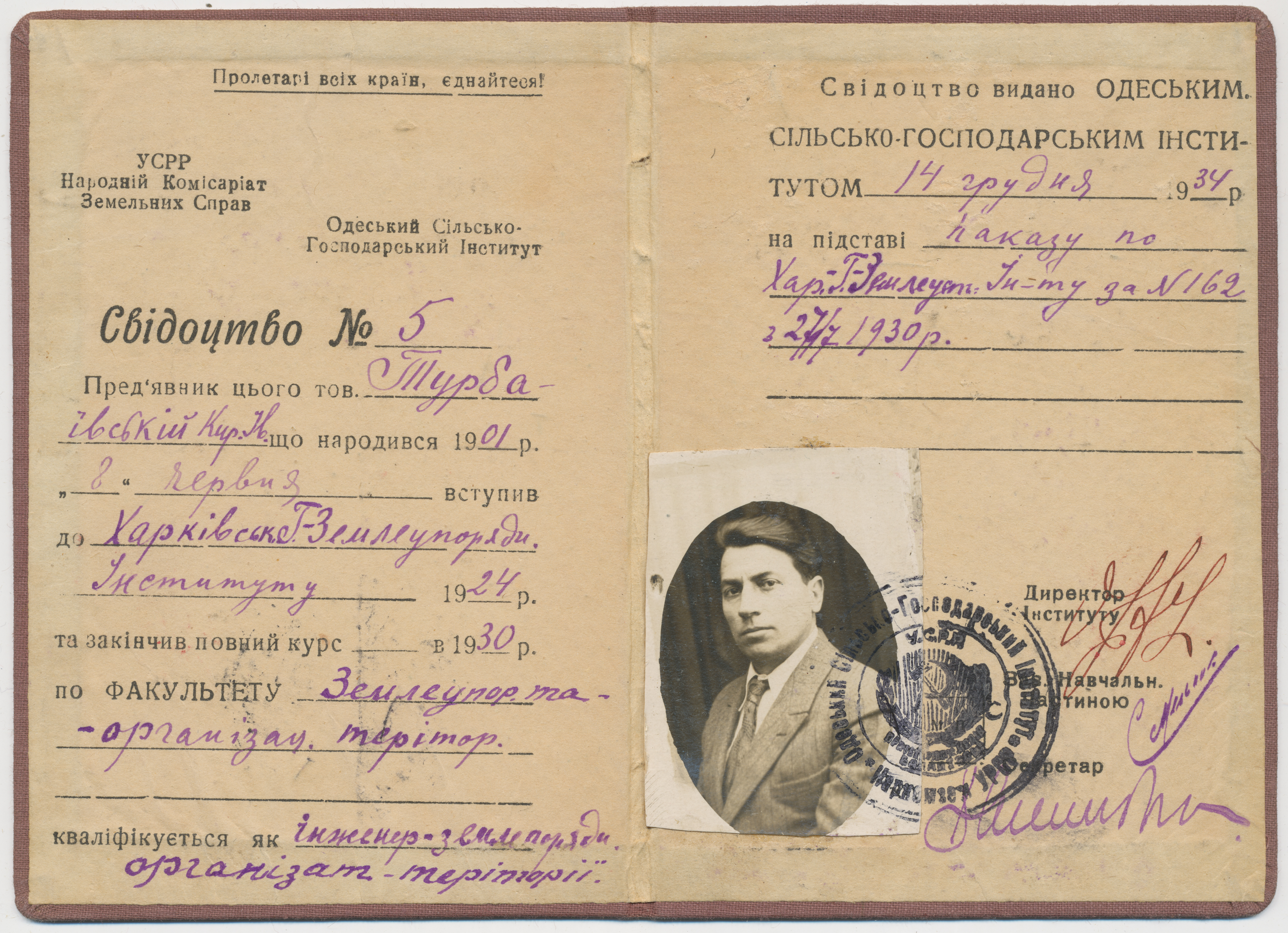
Дипломное свидетельство № 5 образца 1934 г., выданное Турбаевскому К. И. (1901—1975), руководителю работ по усилению обороны побережья и устройству артиллерийских позиций на Малой земле.

Официальная дата открытия — 23 февраля 1918 года. В 1930-е в ОСХИ вошли Масловский сельскохозяйственный техникум, Одесский институт организации территории и Новополтавский Еврейский сельскохозяйственный институт.
Основанный в 1918 году как Одесский сельскохозяйственный институт, он в 2001 году получил IV уровень государственной аккредитации и был реорганизован в Одесский государственный аграрный университет — подчинённый Министерству аграрной политики Украины ведущий учебно-методический и научный центр по подготовке высококвалифицированных кадров для разных областей сельскохозяйственного производства юго-западного Причерноморья.
C 2019 года новым ректором стал Михаил Михайлович Брошков, который считает своим долгом - повысить рейтинг Одесского государственного аграрного университета.

## Факультеты
- Агробиотехнологический (создан в 2009)
- Ветеринарной медицины (основан в 1938 г.)
- Технологии производства, переработки и маркетинга продукции животноводства (ранее зооинженерный и зоотехнический. Основан в 1918 г.)
- Землеустройства, геодезии и агроинженерии (существовал 1924—1961 гг, возрождён в 1999 г.)
- Экономики и управления (основан в 1960 г.)

## Материально-техническая база
Университет имеет оборудованные учебные корпуса и общежития, учебно-опытное хозяйство, самую крупную на юге Украины сельскохозяйственную библиотеку, культурный центр, базу отдыха на берегу Чёрного моря, 2 столовые, 3 буфета, студенческую поликлинику.

### Учебные корпуса
Площадь учебных корпусов университета свыше 40 тысяч кв. м.
- Корпус № 1 ул. Канатная, 99
- Корпус № 2 (главный) ул. Пантелеймоновская, 13
- Корпус № 3 ул. Краснова, 3а (также здесь находится ветеринарная клиника)
- Корпус № 4 пер. Александра Матросова, 6

### Общежития
- Общежитие № 1 ул. Семинарская, 9
- Общежитие № 2 пер. Александра Матросова, 4
- Общежитие № 3 ул. Академика Филатова, 72
- Общежитие № 4 ул. Валентины Терешковой, 17
- Общежитие № 5 ул. Канатная, 98

### Библиотека
Библиотека ОГАУ — самая крупная на юге Украины сельскохозяйственного направления, основана в 1921 г. на базе фондов Общества сельского хозяйства Юга России, а также личных подарков преподавателей института профессоров О. И. Набоких, О. О. Браунера, О. А. Кипена, С. О. Мельника и др.

## Известные преподаватели
См. также Преподаватели Одесского государственного аграрного университета
- 1918—1932: Аксентьев, Борис Николаевич
- 1918—1925: Сербинов, Иван Львович
- 1919—?: Кипен, Александр Абрамович
- 1919—1921: Сапегин, Андрей Афанасьевич
- 1934—1959: Мельник, Сергей Алексеевич; в 1959—1968 гг. — директор Одесского сельскохозяйственного института
- 1936—1947: Ефетов, Фёдор Савельевич
- 1937—1941: Ольшанский, Михаил Александрович
- 1944—1962: Жеденов, Владимир Николаевич
- 1953—1954: Телков, Пётр Сергеевич  — начальник военной кафедры
- 1954—1957: Семёнов, Иван Иосифович  — начальник военной кафедры
- 1969—1979: Файтельберг-Бланк, Виктор Рафаилович